# Metin Tolan

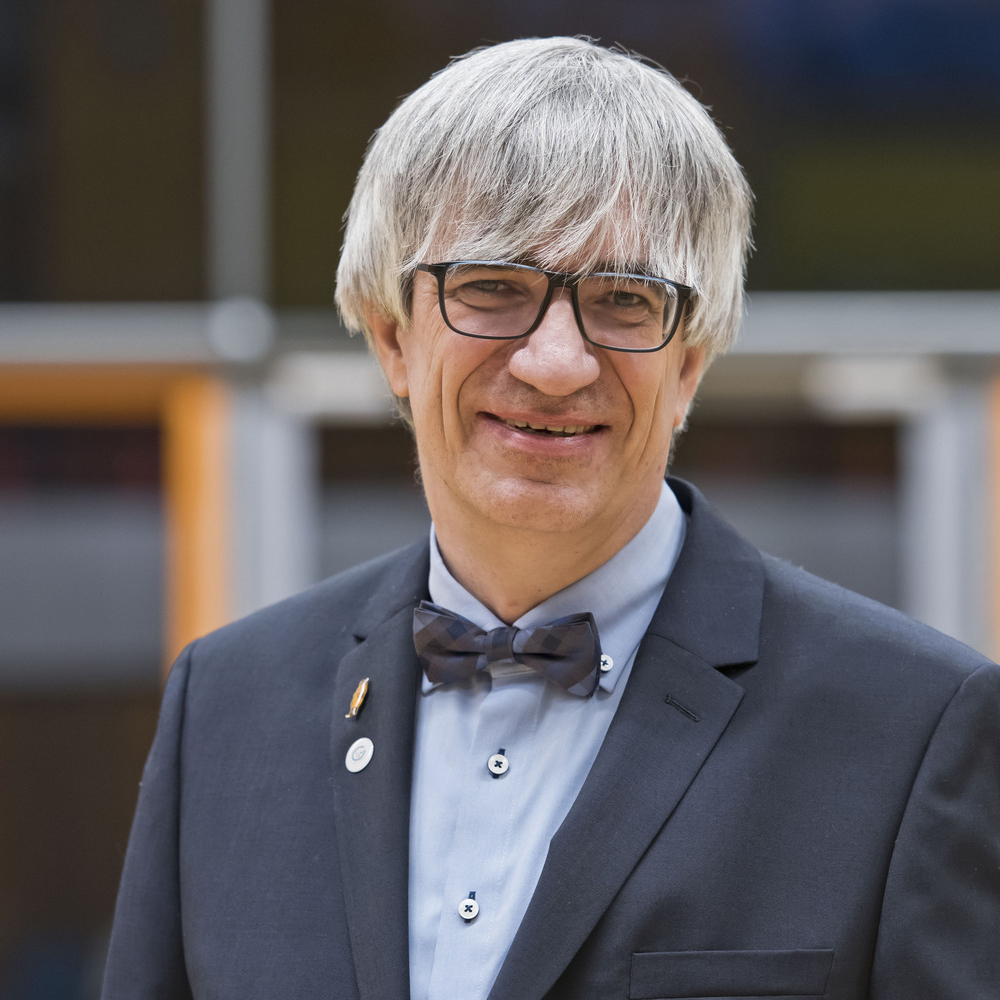
Metin Tolan, 2021

Metin Tolan (* 27. März 1965 in Oldenburg in Holstein) ist ein deutscher Physiker und Hochschullehrer. Er war Professor für Experimentelle Physik an der Technischen Universität Dortmund und Wissenschaftskabarettist. Von 2021 bis 2024 war er Präsident der Universität Göttingen.

## Leben
Tolan wurde 1965 in Oldenburg in Holstein als Sohn deutsch-türkischer Eltern geboren und besuchte dort das Freiherr-vom-Stein-Gymnasium. Von 1984 bis 1989 studierte er an der Christian-Albrechts-Universität zu Kiel Physik und Mathematik. Im Jahr 1993 schloss er dort seine Promotion im Bereich Röntgenstreuung ab. Es folgten Forschungsaufenthalte in den USA, bevor er sich 1998 an der CAU Kiel habilitierte. Im Jahr 2001 übernahm er den Lehrstuhl „Experimentelle Physik I“ an der Technischen Universität Dortmund. Von September 2008 bis März 2011 war Metin Tolan Prorektor Forschung der TU Dortmund, von April 2011 bis September 2016 Prorektor Studium und von Oktober 2016 bis 2020 Prorektor Finanzen. Im Januar 2021 wurde er zum Präsidenten der Georg-August-Universität Göttingen gewählt und trat das Amt am 1. April 2021 an, am 20. November 2024 wurde Tolan durch den Senat abgewählt. Zum 30. September 2025 wurde er als Hochschullehrer entlassen.

## Forschung
Mithilfe von Röntgenstrahlung erforscht er das Verhalten von Grenzflächen so genannter „weicher Materie“, wie zum Beispiel von Polymeren, Flüssigkeiten oder Biomaterialien. Die Dortmunder Elektronspeicherring-Anlage (DELTA) ermöglicht hier Experimente mit Synchrotronstrahlung, einer besonders intensiven Art von Röntgenstrahlung. Tolan war von 2007 bis 2010 Vorsitzender des Wissenschaftlichen Rats von DESY in Hamburg. Er war außerdem Vorstandsmitglied für Öffentlichkeitsarbeit der Deutschen Physikalischen Gesellschaft (DPG) und Mitglied im Lenkungsausschuss des Internetportals „Welt der Physik“. Er ist seit 2003 ordentliches Mitglied der Nordrhein-Westfälischen Akademie der Wissenschaften und der Künste.

## Öffentlichkeit
Neben der wissenschaftlichen Arbeit widmet sich Metin Tolan der humoristisch-physikalischen Betrachtung von Fußball, Film und Fernsehen. So hält er zum Beispiel Vorträge zu Themen wie „Die Physik des Fußballspiels“, „Die Physik bei James Bond“, „Die Physik bei Star Trek“ oder „Titanic – Mehr als nur ein Untergang“. Dabei untersucht er (als bekennender Trekkie) Erfindungen, Stunts und Filmeffekte auf physikalische Machbarkeit und vergleicht die Filme auch mit der historischen Realität (z. B. Titanic) oder präsentiert (als VfB-Stuttgart-Fan) eine Formel, die die Platzierung der deutschen Mannschaft bei der nächsten Fußballweltmeisterschaft vorhersagt. Die Vorträge sind populärwissenschaftlich, so dass auch Laien den Vorträgen folgen können. Die Unterhaltungseinlage ist zugleich Werbung für das Fach Physik.
Einer der Vorträge – „Geschüttelt, nicht gerührt!“ – James Bond im Visier der Physik – über die physikalischen Hintergründe in James-Bond-Filmen wurde am 11. Oktober 2005 im Heinz Nixdorf MuseumsForum, Paderborn, gefilmt und ist dort als DVD erhältlich. Das Buch Geschüttelt, nicht gerührt: James Bond und die Physik, das er mit Joachim Stolze und einigen Studierenden im Rahmen eines Seminars geschrieben hat, kam im September 2008 in den Handel.
Im Jahre 2019 war Tolan zu Gast im Format Das schaffst du nie, als Ariane Alter, Sebastian Meinberg und Mark Seibold vom Bayerischen Rundfunk eine 72 Stunden lange Talkshow veranstalteten und damit einen Weltrekord aufstellten.

## Uni-Präsidentschaft
Im September 2024 enthüllte das Göttinger Tageblatt, dass im Senat der Universität Göttingen die Abwahl Tolans als Uni-Präsident vorbereitet wird, nachdem die Hochschule ihre Exzellenzziele erneut verfehlt und den 2012 verlorenen Exzellenzstatus nicht zurückerlangt hatte. Bereits seine Vorvorgängerin Ulrike Beisiegel war deswegen zurückgetreten. Am 20. November 2024 wurde Tolan durch den Senat der Universität Göttingen in einer Sondersitzung abgewählt.
Nach der Abwahl als Präsident folgte die Entlassung als Hochschullehrer durch das Wissenschaftsministerium. Gegen die Entlassung klagte Tolan. Die Einigung in einem Vergleich enthielt eine verzögerte Entlassung zum 30. September 2025 (statt 8. Februar), eine Einmalzahlung sowie eine Erklärung, dass zu keinem Zeitpunkt Kritik an seiner Führung und der Ausrichtung der Universität durch die Vertreter der Studierenden, der Hochschule und auch der Aufsichtsgremien geäußert wurde.

## Auszeichnungen
Tolan erhielt 2013 den mit 50.000 Euro dotierten Communicator-Preis der Deutschen Forschungsgemeinschaft (DFG) und des Stifterverbandes für die Deutsche Wissenschaft für seine vielfältige und besonders originelle Vermittlung physikalischer Fragestellungen und Forschungsergebnisse in die Öffentlichkeit und Medien. Für 2017 wurde Tolan der Robert-Wichard-Pohl-Preis der Deutschen Physikalischen Gesellschaft (DPG) zugesprochen. 2018 erhielt er die DPG-Ehrennadel. 2024 wurde er mit dem Kulturpreis der Eduard-Rhein-Stiftung ausgezeichnet.

## Schriften
- X-Ray Scattering from Soft-Matter Thin Films. Materials Science and Basic Research. In: Springer Tracts in Modern Physics. Springer, Berlin u. a. 1999, ISBN 3-540-65182-9 (englisch, Dissertation an der Universität Kiel 1993).
- Mit Joachim Stolze: Geschüttelt, nicht gerührt: James Bond und die Physik. Piper, München/Zürich 2008, ISBN 978-3-492-05082-1.
- So werden wir Weltmeister: Die Physik des Fußballspiels. Piper, München/Zürich 2010, ISBN 978-3-492-05355-6 (2011 aktualisierte TB-Neuauflage: Manchmal gewinnt der Bessere: die Physik des Fußballspiels. Piper-TB 6492, ISBN 978-3-492-26492-1).
- Titanic: mit Physik in den Untergang. [Illustrationen von Sven Binner]. Piper, München/Zürich 2011, ISBN 978-3-492-05458-4.
- Die STAR TREK Physik. PIPER Verlag, München 2016, ISBN 978-3-492-05653-3.

## Filme
- Geschüttelt, nicht gerührt! - James Bond im Visier der Physik – DVD (2005) des gleichnamigen Vortrages im Heinz-Nixdorf-Museumsforum am 11. Oktober 2005.